# Z-Bajonett

Logo des Z-Systems

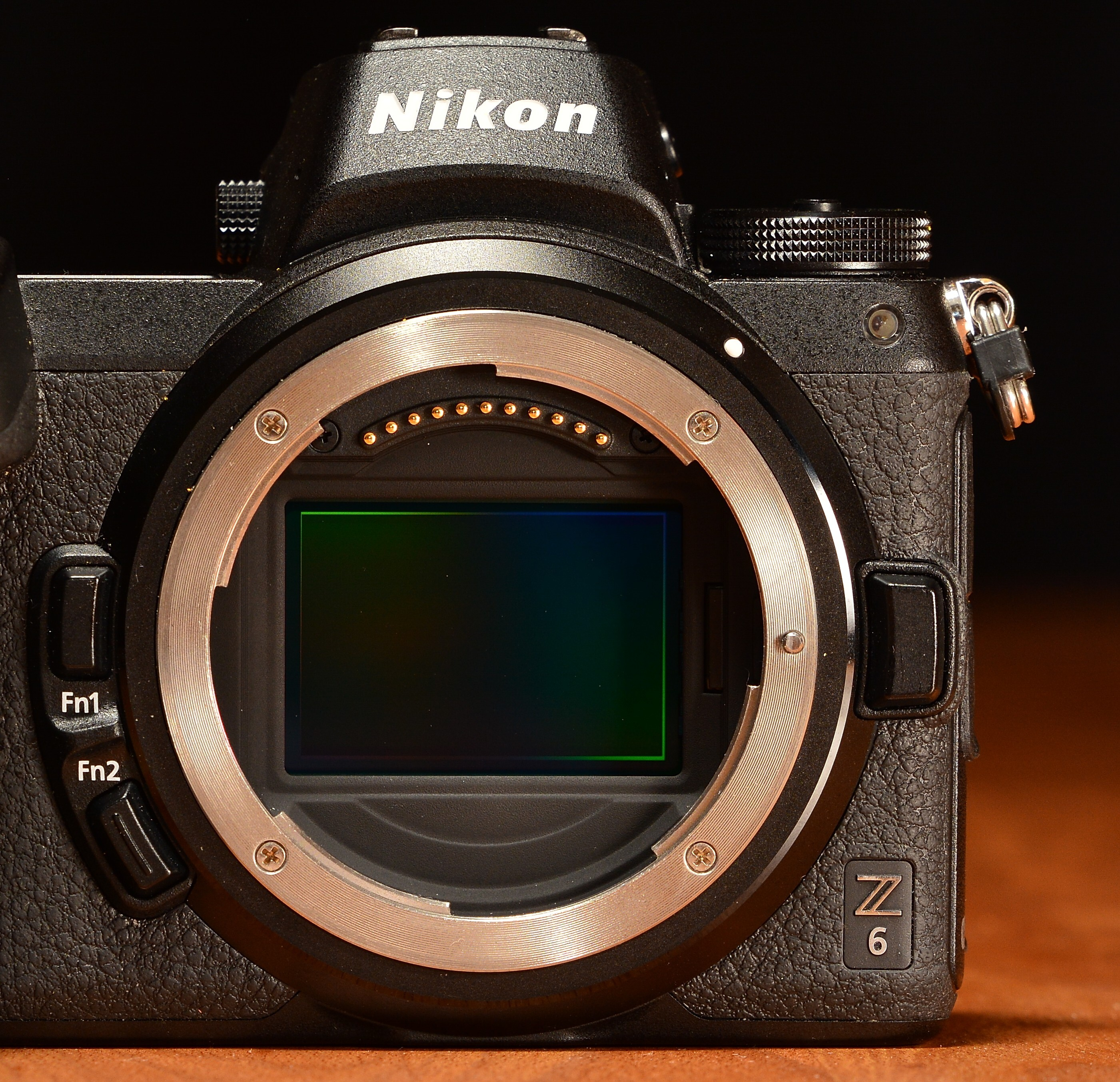
Z-Bajonett an einer Nikon Z 6

Das Z-Bajonett ist ein Objektivbajonettsystem des japanischen Herstellers Nikon. Es wurde im Sommer 2018 zusammen mit den Kameragehäusen Z 6 und Z 7 vorgestellt und dient dem Anschluss von Objektiven an spiegellose Systemkameragehäuse im digitalen Kamerasystem Nikon Z.

## Technik
Das Z-Bajonett hat einen vergleichsweise großen Durchmesser von 55 mm und ein Auflagemaß von lediglich 16 mm. Damit können Bildsensoren im Kleinbildformat (36 × 24 mm) ausgeleuchtet werden, ohne dass sich in den Randbereichen ungünstig flache Einfallswinkel ergeben. Daher wird es gegenüber den alten Spiegelreflexsystemen technisch einfacher, Objektive mit guten Eigenschaften und großer Öffnung zu konstruieren und störende Effekte wie Abschattungen in den Bildecken (Vignettierung) zu vermeiden. Nikon demonstrierte diese Eigenschaften mit dem Nikkor Z 58 mm Noct, welches eine extrem große Blendenöffnung von f/0,95 aufweist. Durch das Fehlen des Schwingspiegels müssen Objektive kurzer Brennweite (Weitwinkel) nicht als Retrofokuskonstruktion ausgeführt werden, was sie kleiner und kostengünstiger macht. Kameraseitig lassen sich Sensor-Shift-Mechanismen (z. B. Bildstabilisator) integrieren, ohne dass das Kameragehäuse übermäßig dick wird.
Für die Datenübertragung zwischen Objektiv und Kamera werden elf elektrische Kontakte benutzt, einer mehr als beim F-Bajonett, und mechanische Übertragungselemente gibt es nicht. Mit dem Z-Bajonett ausgerüstete Nikkor-Objektive haben keinen mechanischen Ring zur Einstellung der Blende. Allerdings ist es möglich, den Fokusring softwareseitig mit der Blendenfunktion zu belegen. Fokussiert wird durch einen Motor im Objektiv.
Das Bajonett wird, wie bei Nikon üblich, mit einer Linksdrehung geschlossen und mit einer Rechtsdrehung geöffnet.

## Kameras mit Z-Bajonett
| Bezeichnung  | Markt- einführung | Sensorformat    | Auflösung |
| ------------ | ----------------- | --------------- | --------- |
| Nikon Z 5    | 2020-07           | Vollformat (FX) | 24,3 MP   |
| Nikon Z 5II  | 2025-04           | Vollformat (FX) | 24,5 MP   |
| Nikon Z 6    | 2018-08           | Vollformat (FX) | 24,5 MP   |
| Nikon Z 6II  | 2020-10           | Vollformat (FX) | 24,5 MP   |
| Nikon Z 6III | 2024-06           | Vollformat (FX) | 24,5 MP   |
| Nikon Z 7    | 2018-08           | Vollformat (FX) | 45,7 MP   |
| Nikon Z 7II  | 2020-10           | Vollformat (FX) | 45,7 MP   |
| Nikon Z 8    | 2023-05           | Vollformat (FX) | 45,7 MP   |
| Nikon Z 9    | 2021-10           | Vollformat (FX) | 45,7 MP   |
| Nikon Z f    | 2023-09           | Vollformat (FX) | 24,5 MP   |
| Nikon Z 30   | 2022-06           | APS-C (DX)      | 20,9 MP   |
| Nikon Z 50   | 2019-10           | APS-C (DX)      | 20,9 MP   |
| Nikon Z 50II | 2024-11           | APS-C (DX)      | 20,9 MP   |
| Nikon Z fc   | 2021-06           | APS-C (DX)      | 20,9 MP   |

## Objektive

### Vollformat feste Brennweite
| Hersteller | Bezeichnung                   | Brennweite | Lichtstärke | Gewicht | Abmessung (Ø × Länge) | Filtergewinde | Quelle           | Bemerkungen                                                         |
| ---------- | ----------------------------- | ---------- | ----------- | ------- | --------------------- | ------------- | ---------------- | ------------------------------------------------------------------- |
| Nikon      | Nikkor Z 20 mm 1:1,8 S        | 20 mm      | f/1,8       | 505 g   | 84,5 × 108,5 mm       | 77 mm         | Nikon.de         |                                                                     |
| Nikon      | Nikkor Z 24 mm 1:1,8 S        | 24 mm      | f/1,8       | 450 g   | 78 × 96,5 mm          | 72 mm         | Nikon.de         |                                                                     |
| Nikon      | Nikkor Z 26 mm 1:2,8          | 26 mm      | f/2,8       | 125 g   | 70 × 23,5 mm          | 52 mm         | Nikon.de         |                                                                     |
| Nikon      | Nikkor Z 28 mm 1:2,8          | 28 mm      | f/2.8       | 155 g   | 70 x 43 mm            | 52 mm         | Nikon.de         | auch als Sonderedition (SE) für Nikon Z fc und Nikon Z f erhältlich |
| Nikon      | Nikkor Z 35 mm 1:1,2 S        | 35 mm      | f/1,2       | 1060 g  | 90 × 150 mm           | 82 mm         | Nikon.de         |                                                                     |
| Nikon      | Nikkor Z 35 mm 1:1,4          | 35 mm      | f/1,4       | 415 g   | 74,5 × 86,5 mm        | 62 mm         | Nikon.de         |                                                                     |
| Nikon      | Nikkor Z 35 mm 1:1,8 S        | 35 mm      | f/1,8       | 370 g   | 73 × 86 mm            | 72 mm         | Nikon.de         |                                                                     |
| Nikon      | Nikkor Z 40 mm 1:2            | 40 mm      | f/2         | 170 g   | 70 × 45,5 mm          | 52 mm         | Nikon.de         | auch als Sonderedition (SE) für Nikon Z fc und Nikon Z f erhältlich |
| Nikon      | Nikkor Z 50 mm 1:1,2 S        | 50 mm      | f/1,2       | 1090 g  | 89,5 × 150 mm         | 82 mm         | Nikon.de         |                                                                     |
| Nikon      | Nikkor Z 50 mm 1:1,8 S        | 50 mm      | f/1,8       | 415 g   | 76 × 86,5 mm          | 62 mm         | Nikon.de         |                                                                     |
| Nikon      | Nikkor Z MC 50 mm 1:2,8       | 50 mm      | f/2,8       | 260 g   | 74,5 × 66 mm          | 46 mm         | Nikon.de         | Makroobjektiv                                                       |
| Nikon      | Nikkor Z 58 mm 1:0,95 S Noct  | 58 mm      | f/0,95      | 2000 g  | 102 × 153 mm          | 82 mm         | Nikon.de         | kein Autofokus                                                      |
| Nikon      | Nikkor Z 85 mm 1:1,2 S        | 85 mm      | f/1,2       | 1160 g  | 102,5 × 141,5 mm      | 82 mm         | Nikon.de         |                                                                     |
| Nikon      | Nikkor Z 85 mm 1:1,8 S        | 85 mm      | f/1,8       | 470 g   | 75 × 99 mm            | 67 mm         | Nikon.de         |                                                                     |
| Nikon      | Nikkor Z MC 105 mm 1:2,8 VR S | 105 mm     | f/2,8       | 630 g   | 85 × 140 mm           | 62 mm         | Nikon.de         | Makroobjektiv                                                       |
| Nikon      | Nikkor Z 135 mm 1:1,8 S Plena | 135 mm     | f/1,8       | 995 g   | 98 × 139,5 mm         | 82 mm         | Nikon.de         |                                                                     |
| Nikon      | Nikkor Z 400 mm 1:2,8 TC VR S | 400 mm     | f/2,8       | 2950 g  | 156 × 380 mm          | –             | Nikon.de         | integrierter 1,4-fach Telekonverter                                 |
| Nikon      | Nikkor Z 400 mm 1:4,5 VR S    | 400 mm     | f/4,5       | 1160 g  | 104 × 234,5 mm        | –             | Nikon.de         |                                                                     |
| Nikon      | Nikkor Z 600 mm 1:4 TC VR S   | 600 mm     | f/4         | 3260 g  | 165 × 437 mm          | –             | Nikon.de         | integrierter 1,4-fach Telekonverter                                 |
| Nikon      | Nikkor Z 600 mm 1:6,3 VR S    | 600 mm     | f/6,3       | 1470 g  | 106,5 × 278 mm        | –             | Nikon.de         |                                                                     |
| Nikon      | Nikkor Z 800 mm 1:6,3 VR S    | 800 mm     | f/6,3       | 2385 g  | 140 × 385 mm          | –             | Nikon.de         |                                                                     |
| Tamron     | 90 mm f/2.8 Di III Macro VXD  | 90 mm      | f/2,8       | 640 g   | 79,2 × 126,5 mm       | 67 mm         | Tamron.eu        | Makroobjektiv                                                       |
| Viltrox    | AF 24/1.8 Z                   | 24 mm      | f/1,8       | 370 g   | 70 × 87 mm            | 55 mm         | Rollei.de        |                                                                     |
| Viltrox    | AF 35/1.8 Z                   | 35 mm      | f/1,8       | 370 g   | 70 × 90 mm            | 55 mm         | Rollei.de        |                                                                     |
| Viltrox    | AF 40/2.5 Z                   | 40 mm      | f/2,5       | 180 g   | 68 × 55 mm            | 52 mm         | Rollei.de        |                                                                     |
| Viltrox    | AF 50/1.8 Z                   | 50 mm      | f/1,8       | 350 g   | 70 × 88 mm            | 55 mm         | Digitalkamera.de |                                                                     |
| Viltrox    | AF 85/1.8 Z                   | 85 mm      | f/1,8       | 540 g   | 80 × 92 mm            | 72 mm         | Digitalkamera.de |                                                                     |
| Viltrox    | AF 135/1.8 LAB Z              | 135 mm     | f/1,8       | 1265 g  | 93 × 147 mm           | 82 mm         | Viltrox.com      |                                                                     |

### Vollformat Zoom
| Hersteller | Bezeichnung                             | min. Brennweite | max. Brennweite | Lichtstärke | Gewicht | Abmessung (Ø × Länge) | Filtergewinde | Quelle    | Bemerkungen                                                                      |
| ---------- | --------------------------------------- | --------------- | --------------- | ----------- | ------- | --------------------- | ------------- | --------- | -------------------------------------------------------------------------------- |
| Nikon      | Nikkor Z 14–24 mm 1:2,8 S               | 14 mm           | 24 mm           | f/2,8       | 650 g   | 88,5 × 124,5 mm       | 112 mm        | Nikon.de  |                                                                                  |
| Nikon      | Nikkor Z 14–30 mm 1:4 S                 | 14 mm           | 30 mm           | f/4         | 485 g   | 89 × 85 mm            | 82 mm         | Nikon.de  |                                                                                  |
| Nikon      | Nikkor Z 17–28 mm 1:2,8                 | 17 mm           | 28 mm           | f/2,8       | 450 g   | 75 × 101 mm           | 67 mm         | Nikon.de  | Dieselbe optische Rechnung wie Tamron 17–28mm F/2.8 Di III RXD für Sony E-Mount  |
| Nikon      | Nikkor Z 24–50 mm 1:4–6,3               | 24 mm           | 50 mm           | f/4–6,3     | 195 g   | 73,5 × 51 mm          | 52 mm         | Nikon.de  |                                                                                  |
| Nikon      | Nikkor Z 24–70 mm 1:2,8 S               | 24 mm           | 70 mm           | f/2,8       | 805 g   | 89 × 126 mm           | 82 mm         | Nikon.de  |                                                                                  |
| Nikon      | Nikkor Z 24–70 mm 1:4 S                 | 24 mm           | 70 mm           | f/4         | 500 g   | 77,5 × 88,5 mm        | 72 mm         | Nikon.de  |                                                                                  |
| Nikon      | Nikkor Z 24–120 mm 1:4 S                | 24 mm           | 120 mm          | f/4         | 630 g   | 84 × 118 mm           | 77 mm         | Nikon.de  |                                                                                  |
| Nikon      | Nikkor Z 24–200 mm 1:4–6,3 VR           | 24 mm           | 200 mm          | f/4–6,3     | 570 g   | 76,5 × 114 mm         | 67 mm         | Nikon.de  |                                                                                  |
| Nikon      | Nikkor Z 28–75 mm 1:2,8                 | 28 mm           | 75 mm           | f/2,8       | 565 g   | 75 × 120,5 mm         | 67 mm         | Nikon.de  | Dieselbe optische Rechnung wie Tamron 28–75mm F/2.8 Di III RXD für Sony E-Mount  |
| Nikon      | Nikkor Z 28–135 mm 1:4 PZ               | 28 mm           | 135 mm          | f/4         | 1210 g  | 105 × 177,5 mm        | 95 mm         | Nikon.de  | Objektiv mit Power Zoom                                                          |
| Nikon      | Nikkor Z 28–400 mm 1:4–8 VR             | 28 mm           | 400 mm          | f/4–8       | 725 g   | 84,5 × 141,5 mm       | 77 mm         | Nikon.de  |                                                                                  |
| Nikon      | Nikkor Z 70–180 mm 1:2,8                | 70 mm           | 180 mm          | f/2,8       | 795 g   | 83,5 × 151 mm         | 67 mm         | Nikon.de  |                                                                                  |
| Nikon      | Nikkor Z 70–200 mm 1:2,8 VR S           | 70 mm           | 200 mm          | f/2,8       | 1440 g  | 89 × 220 mm           | 77 mm         | Nikon.de  |                                                                                  |
| Nikon      | Nikkor Z 100–400 mm 1:4,5–5,6 VR S      | 100 mm          | 400 mm          | f/4,5–5,6   | 1435 g  | 98 × 222 mm           | 77 mm         | Nikon.de  |                                                                                  |
| Nikon      | Nikkor Z 180–600 mm 1:5,6–6,3 VR        | 180 mm          | 600 mm          | f/5,6–6,3   | 2140 g  | 110 × 315,5 mm        | 95 mm         | Nikon.de  |                                                                                  |
| Tamron     | Tamron 16–30 mm F/2.8 Di III VXD G2     | 16 mm           | 30 mm           | f/2,8       | 450 g   | 74,8 × 103,9 mm       | 67 mm         | Tamron.eu |                                                                                  |
| Tamron     | Tamron 28–75 mm F/2.8 Di III VXD G2     | 28 mm           | 75 mm           | f/2,8       | 550 g   | 78,8 × 117,6 mm       | 67 mm         | Tamron.eu |                                                                                  |
| Tamron     | Tamron 35–150 mm F/2–2.8 Di III VXD     | 35 mm           | 150 mm          | f/2–2,8     | 1190 g  | 89,2 × 158 mm         | 82 mm         | Tamron.eu |                                                                                  |
| Tamron     | Tamron 50–400 mm f/4.5–6.4 Di III RXD   | 50 mm           | 400 mm          | f/4,5–6,4   | 1180 g  | 88,5 × 183,4 mm       | 67 mm         | Tamron.eu |                                                                                  |
| Tamron     | Tamron 70–300 mm F/4.5–6.4 Di III RXD   | 70 mm           | 300 mm          | f/4,5–6,4   | 580 g   | 77 × 148 mm           | 67 mm         | Tamron.eu | Erstes offiziell lizenziertes Objektiv eines Fremdherstellers für das Z-Bajonett |
| Tamron     | Tamron 150–500 mm F/5–6.7 Di III VC VXD | 150 mm          | 500 mm          | f/5–6,7     | 1720 g  | 93 × 209,6 mm         | 82 mm         | Tamron.eu |                                                                                  |

### APS-C feste Brennweite
| Hersteller | Bezeichnung             | Brennweite | Lichtstärke | Gewicht | Abmessung (Ø × Länge) | Filtergewinde | Quelle           | Bemerkungen |
| ---------- | ----------------------- | ---------- | ----------- | ------- | --------------------- | ------------- | ---------------- | ----------- |
| Nikon      | Nikkor Z DX 24 mm 1:1,7 | 24 mm      | f/1,7       | 135 g   | 70 × 40 mm            | 46 mm         | Nikon.de         |             |
| Sigma      | 16 mm F1.4 DC DN        | 16 mm      | f/1,4       | 420 g   | 72,2 × 94,3 mm        | 67 mm         | Sigma-global.com |             |
| Sigma      | 30 mm F1.4 DC DN        | 30 mm      | f/1,4       | 285 g   | 70 × 75,3 mm          | 52 mm         | Sigma-global.com |             |
| Sigma      | 56 mm F1.4 DC DN        | 56 mm      | f/1,4       | 295 g   | 70 × 61,5 mm          | 55 mm         | Sigma-global.com |             |
| Viltrox    | AF 13/1.4 Z             | 13 mm      | f/1,4       | 455 g   | 74 × 90 mm            | 67 mm         | Viltroxstore.com |             |
| Viltrox    | AF 23/1.4 Z             | 23 mm      | f/1,4       | 300 g   | 69 × 73 mm            | 52 mm         | Rollei.de        |             |
| Viltrox    | AF 25/1.7 Z             | 25 mm      | f/1,7       | 180 g   | 64 × 56 mm            | 52 mm         | Rollei.de        |             |
| Viltrox    | AF 33/1.4 Z             | 33 mm      | f/1,4       | 310 g   | 69 × 73 mm            | 52 mm         | Rollei.de        |             |
| Viltrox    | AF 56/1.4 Z             | 56 mm      | f/1,4       | 320 g   | 69 × 73 mm            | 52 mm         | Rollei.de        |             |
| Viltrox    | AF 75/1.2 Z             | 75 mm      | f/1,2       | 710 g   | 110 × 78 mm           | 77 mm         | Rollei.de        |             |

### APS-C Zoom
| Hersteller | Bezeichnung                          | min. Brennweite | max. Brennweite | Lichtstärke | Gewicht | Abmessung (Ø × Länge) | Filtergewinde | Quelle    | Bemerkungen             |
| ---------- | ------------------------------------ | --------------- | --------------- | ----------- | ------- | --------------------- | ------------- | --------- | ----------------------- |
| Nikon      | Nikkor Z DX 12–28 mm 1:3,5-5,6 PZ VR | 12 mm           | 28 mm           | f/3,5–5,6   | 205 g   | 72 × 63,5 mm          | 67 mm         | Nikon.de  | Objektiv mit Power Zoom |
| Nikon      | Nikkor Z DX 16–50 mm 1:3,5–6,3 VR    | 16 mm           | 50 mm           | f/3,5–6,3   | 135 g   | 70 × 32 mm            | 46 mm         | Nikon.de  |                         |
| Nikon      | Nikkor Z DX 18–140 mm 1:3,5–6,3 VR   | 18 mm           | 140 mm          | f/3,5–6,3   | 315 g   | 73 × 90 mm            | 62 mm         | Nikon.de  |                         |
| Nikon      | Nikkor Z DX 50–250 mm 1:4,5–6,3 VR   | 50 mm           | 250 mm          | f/4,5–6,3   | 405 g   | 74 × 110 mm           | 62 mm         | Nikon.de  |                         |
| Tamron     | 18–300mm F/3.5–6.3 Di III-A VC VXD   | 18 mm           | 300 mm          | f/3,5–6,3   | 635 g   | 75,5 × 125,6 mm       | 67 mm         | Tamron.eu |                         |

## Telekonverter
| Hersteller | Bezeichnung             | Gewicht | Abmessung (Ø × Länge) | Quelle   | Bemerkungen                                                                                  |
| ---------- | ----------------------- | ------- | --------------------- | -------- | -------------------------------------------------------------------------------------------- |
| Nikon      | Z-Telekonverter TC-1,4× | 220 g   | 72 × 18,5 mm          | Nikon.de | verlängert die Brennweite auf das 1,4-fache bei Einbuße der Lichtstärke um eine Blendenstufe |
| Nikon      | Z-Telekonverter TC-2,0× | 270 g   | 72 × 32,5 mm          | Nikon.de | verlängert die Brennweite auf das 2-fache bei Einbuße der Lichtstärke um zwei Blendenstufen  |

Die Telekonverter sind mit den folgenden Objektiven kompatibel:
- Nikkor Z 70–180 mm 1:2,8
- Nikkor Z 70–200 mm 1:2,8 VR S
- Nikkor Z 100–400 mm 1:4,5–5,6 VR S
- Nikkor Z 180–600 mm 1:5,6–6,3 VR
- Nikkor Z 400 mm 1:4,5 VR S
- Nikkor Z 400 mm 1:2,8 TC VR S
- Nikkor Z 600 mm 1:6,3 VR S
- Nikkor Z 600 mm 1:4 TC VR S
- Nikkor Z 800 mm 1:6,3 VR S

Die Telekonverter lassen sich nicht mit Objektivadaptern kombinieren.

## Objektivadapter
Für das Z-Bajonett existieren verschiedene Objektivadapter, die es ermöglichen, Objektive für andere Bajonettsysteme an Kameras mit dem Z-Bajonett anzuschließen. Die Adapter gleichen das kürzere Auflagemaß aus. Grundsätzlich lassen sich Objektivadapter für alle Bajonette konstruieren, die ein größeres Auflagemaß als 16 mm verwenden. Technisch möglich ist auch die Adaptierung von Objektiven, die für Kameras mit größerem Sensor gedacht sind.

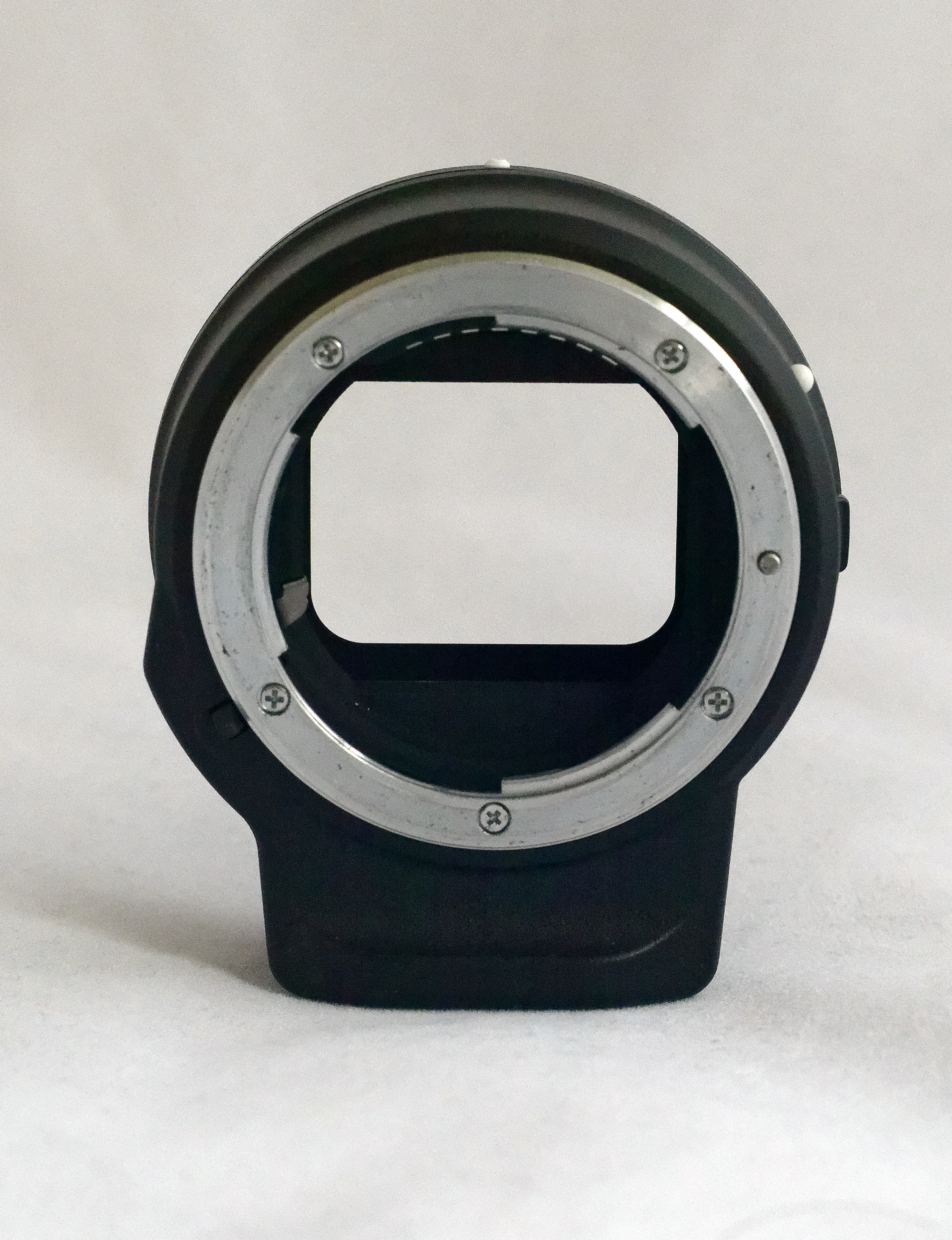
FTZ-Adapter, Vorderseite
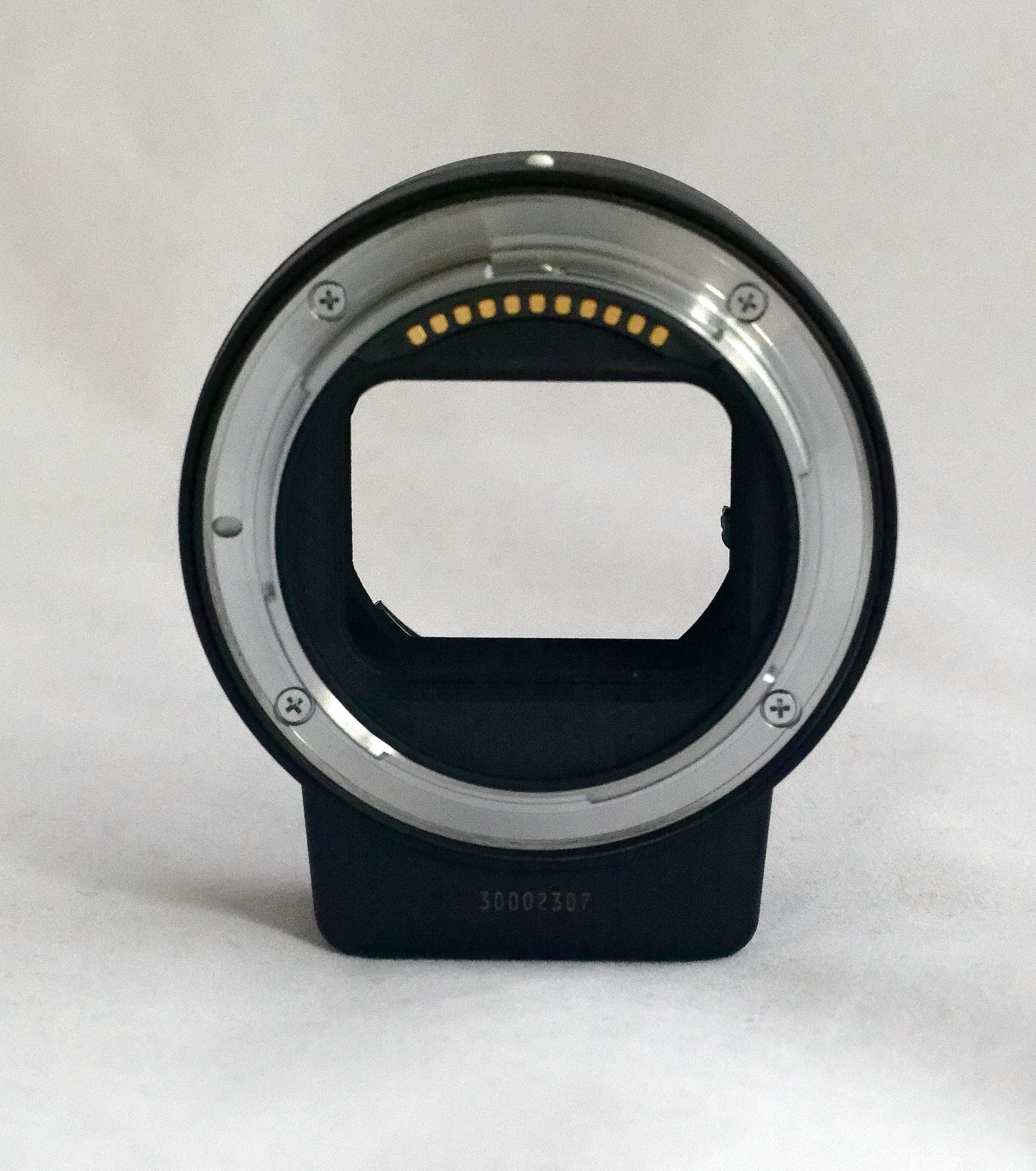
FTZ-Adapter, Rückseite
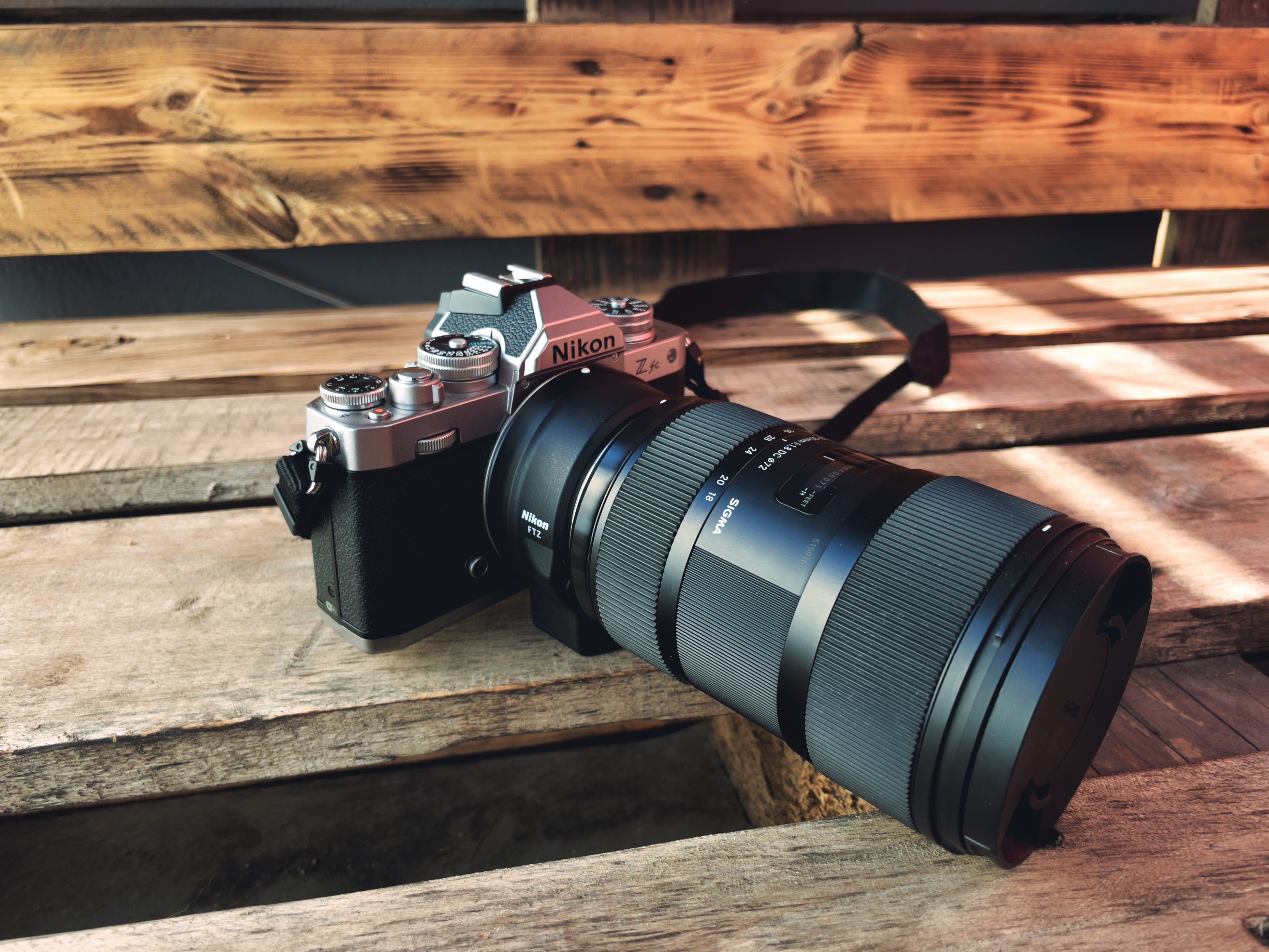
Nikon Z fc mit angeschlossenem FTZ-Adapter und F-Mount-Objektiv

- Nikon F-Bajonett: Zeitgleich mit den Kameragehäusen Z 6 und Z 7 stellte Nikon den FTZ-Adapter für Objektive mit F-Bajonett vor.[6] FTZ steht dabei für F mount to Z mount. Mit Einführung der Nikon Z 9 wurde der Bajonettadapter FTZ II präsentiert, den laut Nikon eine „verbesserte Ergonomie“ auszeichnet.[7]

- Sony E-Bajonett: Seit 2019 bietet der chinesische Hersteller Techart den Adapter TZE-01 an, mit dem E-Bajonett-Objektive an bestimmte Nikon-Z-Kameras angeschlossen werden können.[8] Der Adapter ist lediglich 2 mm hoch. Er überbrückt damit die Distanz zwischen dem 16-mm-Auflagemaß des Z-Bajonetts und dem 18-mm-Auflagemaß des E-Bajonetts. Der Adapter passt physisch nicht an die Nikon Z 50.[9] 2021 brachte der Hersteller Megadap den Adapter ETZ11 mit Autofokusfunktion in den Handel, der sowohl an die Vollformatkameras der Z-Serie als auch an die APS-C-Modelle angeschlossen werden kann.[10]

- Canon EF-Bajonett: Ein 2020 von Techart vorgestellter Adapter mit der Bezeichnung TZC-01 erlaubt den Anschluss von Objektiven mit EF-Bajonett an Nikon Z 6 und Z 7.[11] Ein vergleichbarer Adapter wird von der Firma Fringer Tech Studio angeboten.[12]

- Leica M-Bajonett: Unter der Bezeichnung MTZ11 vertreibt das Unternehmen Megadap einen Adapter, mit dem sich manuelle Leica-M-Objektive mit Autofokus-Funktion an Nikon Z-Kameras nutzen lassen.[13] Ein Adapter mit vergleichbarer Funktion ist der Fotodiox PRONTO LM-NKZ-PRN.[14]

Die Möglichkeit zum Adaptieren von Fremdobjektiven macht das System vielseitiger, aber es gibt dabei auch einige negative Aspekte. Zum einen werden viele Drittanbieter-Objektive wie etwa von Sigma oder Tamron nicht direkt in vollem Maße unterstützt. Probleme, die hierbei auftreten können, sind beispielsweise eine stark verminderte Geschwindigkeit des Autofokus bis hin zum Ausfall aller Automatikfunktionen. Dies wird zum Teil mit Softwareupdates der jeweiligen Objektivhersteller behoben, je nach Modell können die Wartezeiten auf ein Update jedoch stark variieren.
Zudem verliert man mit der Nutzung von nicht-nativen Objektiven per Adapter oft einen Teil des Größen- und Gewichtsvorteils der spiegellosen Systemkameras gegenüber den Spiegelreflexkameras.

## Geschichte
Nikon hielt lange am bereits 1959 eingeführten F-Bajonett fest, ergänzte dieses immer wieder und gilt als eher traditioneller Anbieter im Markt. 2011 brachte Nikon für die Kameras der Nikon-1-Serie ein weiteres Bajonett auf den Markt. Die Nikon-1-Kameras waren als kompakte Ergänzung für die Spiegelreflexkameras mit F-Bajonett gedacht, galten aber bereits bei ihrer Einführung als technisch veraltet und verkauften sich schlecht. 2017 stellte Nikon die Nikon-1-Serie ein, um 2018 die Nikon-Z-Serie mit Z-Bajonett auf den Markt zu bringen.